# Uh Huh Her (musikgrupp)
Uh Huh Her är ett indie/electropop-band som bildades i Los Angeles i januari 2007 och släppte sin första EP den 24 juli 2007. Bandets namn är uppkallat efter artisten PJ Harveys album Uh Huh Her. De nuvarande bandmedlemmarna är Leisha Hailey, känd som Alice Pieszecki från serien the L word, och Camila Grey. Tidigare var de en trio då Alicia Warrington var en del av gruppen.

## Medlemmar
Nuvarande medlemmar
- Leisha Hailey (f. 11 juli, 1971 i Okinawa, Japan) - (2007-idag)
- Camila Grey (f. 6 januari 1979 i Texas) - keyboard, basgitarr, bakgrundssång (2007-idag)

Tidigare medlemmar
- Alicia Warrington (f. 30 augusti 1980 i Saginaw, Michigan) - trummor (2007-?)

## Diskografi
Studioalbum
- 2008 - Common Reaction
- 2011 - Nocturnes
- 2014 - Future Souls

EP
- 2007 - I See Red
- 2011 - Black and Blue
- 2012 - EP3

Singlar
- 2008 - Not a Love Song
- 2009 - Explode
- 2011 - Another Case
- 2014 - Innocence
- 2014 - It's Chemical